# 1936年の大阪タイガース
1936年の大阪タイガース（1936ねんのおおさかタイガース）では、1936年シーズンの大阪タイガースの動向をまとめる。
1月10日、阪神電鉄社内から懸賞付きで募集していたチーム名が「大阪タイガース」に決定した。日本職業野球リーグ創設1年目のシーズンである。
当年使用したユニフォームをモデルにした復刻ユニフォームによる試合が、2023年5月26日〜28日（甲子園）と8月8日〜10日（東京ドーム）に行われた。

## チーム成績
| 東京巨人軍     | アメリカ合衆国遠征のため、不参加 | アメリカ合衆国遠征のため、不参加 | アメリカ合衆国遠征のため、不参加 |        |        |        |        |
| 大阪タイガース | 3(0)2                            | 1(0)1                            | 1(0)1                            |        |        |        |        |
| 名古屋軍       | 2(0)3                            | 1(0)1                            | 0(0)2                            |        |        |        |        |
| 東京セネタース | 4(0)1                            | 3(0)0                            | 2(0)0                            |        |        |        |        |
| 阪急軍         | 2(0)3                            | 1(0)2                            | 2(0)0                            |        |        |        |        |
| 大東京軍       | 0(1)4                            | 0(0)2                            | 0(0)2                            |        |        |        |        |
| 名古屋金鯱軍   | 3(1)1                            | 不参加                           | 不参加                           | 不参加 | 不参加 | 不参加 | 不参加 |

| 球団           | トーナメント戦 | トーナメント戦     | トーナメント戦 |
| 球団           | 東京大会       | 大阪大会           | 名古屋大会     |
| -------------- | -------------- | ------------------ | -------------- |
| 東京巨人軍     | 敗者復活戦敗退 | 1回戦敗退          | 敗者復活戦敗退 |
| 大阪タイガース | 準決勝敗退     | 1回戦敗退          | 首位           |
| 名古屋軍       | 首位           | 準決勝敗退(シード) | 敗者復活後敗退 |
| 東京セネタース | 決勝敗退       | 決勝敗退           | 準決勝敗退     |
| 阪急軍         | 準決勝敗退     | 首位               | 決勝敗退       |
| 大東京軍       | 敗者復活戦敗退 | 1回戦敗退          | 敗者復活戦敗退 |
| 名古屋金鯱軍   | 敗者復活後敗退 | 準決勝敗退         | 準決勝敗退     |

| 球団           | リーグ戦 | トーナメント戦       | トーナメント戦 | リーグ戦 | リーグ戦 | リーグ戦 | 勝ち点 |
| 球団           | 大阪大会 | 名古屋大会           | 大阪大会       | 東京大会 | 大阪大会 | 東京大会 | 勝ち点 |
| 球団           | 勝(引)敗 | 成績                 | 成績           | 勝(引)敗 | 勝(引)敗 | 勝(引)敗 | 勝ち点 |
| -------------- | -------- | -------------------- | -------------- | -------- | -------- | -------- | ------ |
| 東京巨人軍     | 5(0)1    | 1回戦敗退            | 首位（シード） | 4(0)2    | 5(0)1    | 2(0)4    | 2.5    |
| 大阪タイガース | 4(0)2    | 首位                 | 準決勝敗退     | 5(0)1    | 5(0)1    | 5(0)1    | 2.5    |
| 名古屋軍       | 3(0)3    | 1回戦敗退            | 1回戦敗退      | 5(0)1    | 2(0)4    | 2(0)4    | 0.5    |
| 東京セネタース | 2(0)4    | 決勝敗退             | 1回戦敗退      | 3(0)3    | 2(0)4    | 3(0)3    | 0      |
| 阪急軍         | 3(1)2    | 準決勝敗退           | 決勝敗退       | 2(0)4    | 3(0)3    | 5(0)1    | 0.5    |
| 大東京軍       | 2(1)3    | 準決勝敗退（シード） | 1回戦敗退      | 0(0)6    | 0(0)6    | 3(0)3    | 0      |
| 名古屋金鯱軍   | 1(0)5    | 1回戦敗退            | 準決勝敗退     | 2(0)4    | 4(0)2    | 1(0)5    | 0      |

## できごと
- 3月25日 - 前年末に結成された球団の激励会が甲子園ホテルで開催され、その席上で球団歌「大阪タイガースの歌」（作詞・佐藤惣之助、作曲・古関裕而）の初演奏が行われる。出席者には日本コロムビアに製造を委託した中野忠晴歌唱のSPレコード（品番：A-305）が配布された[5]。

この楽曲は1961年（昭和36年）に「阪神タイガースの歌」への改題を経るも、NPB12球団で現存最古の球団歌として「六甲おろし」の愛称でファンに親しまれ続けている。
- 4月29日 - 開幕戦となる名古屋金鯱軍戦、先発の藤村富美男投手は1安打完封勝利を収め、日本初の「初登板初完封勝利」を達成、また打っても4打数3安打2打点と活躍する。この「初登板1安打完封勝利」は、51年後の1987年8月9日に、中日の近藤真一が対巨人戦でノーヒットノーランを達成するまで「最少安打記録」となる。

## 表彰選手
| リーグ・リーダー | リーグ・リーダー | リーグ・リーダー | リーグ・リーダー |
| 選手名           | タイトル         | 成績             | 回数             |
| ---------------- | ---------------- | ---------------- | ---------------- |
| 景浦將           | 最優秀防御率     | 0.79             | 初受賞           |
| 景浦將           | 最高勝率         | 1.000            | 初受賞           |
| 藤村富美男       | 本塁打王         | 2本              | 初受賞           |